# Banater Nationalmuseum

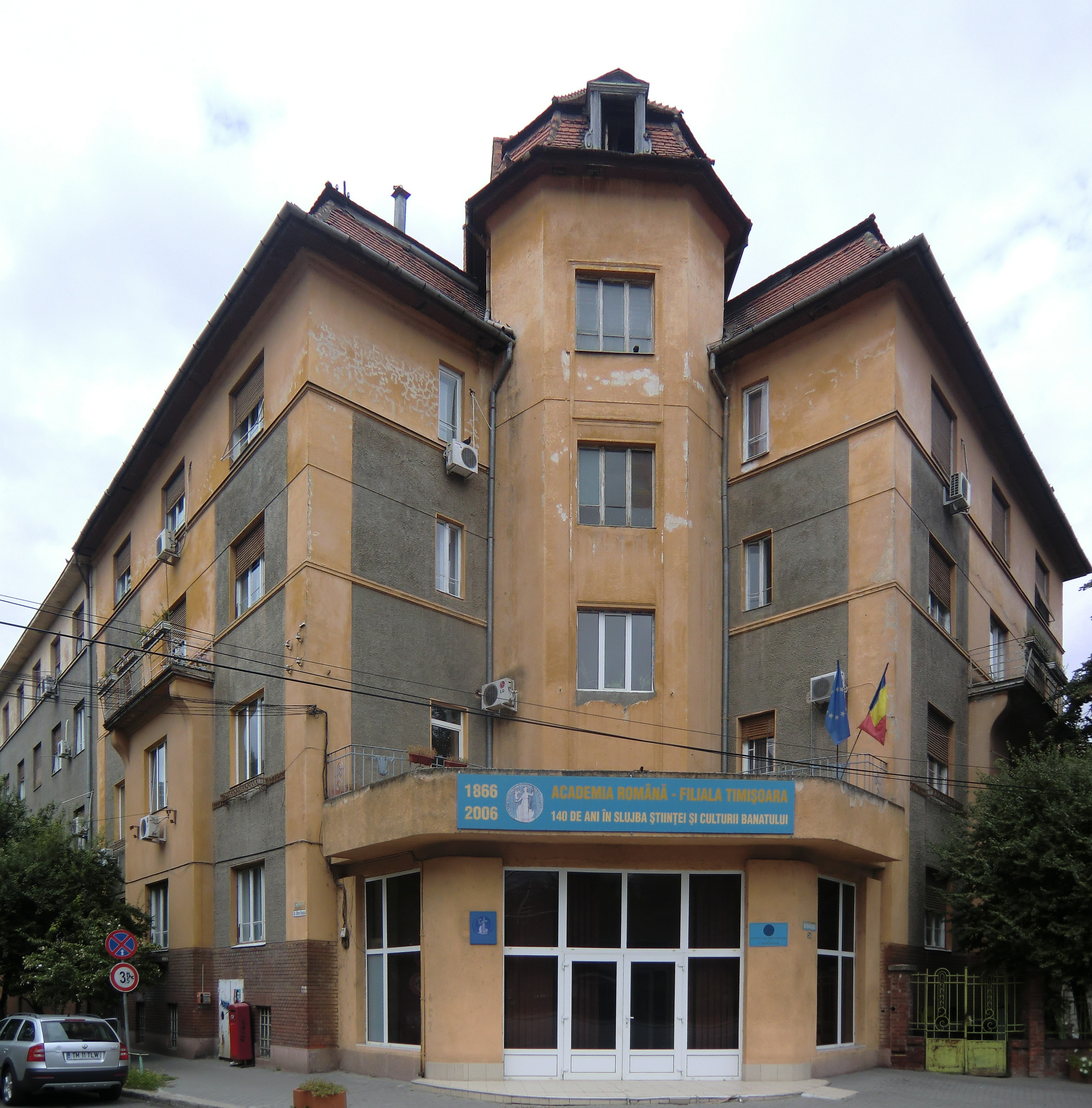
Rumänische Akademie, Außenstelle Timișoara, 2010
Bis 1947 Sitz des Banater Museums

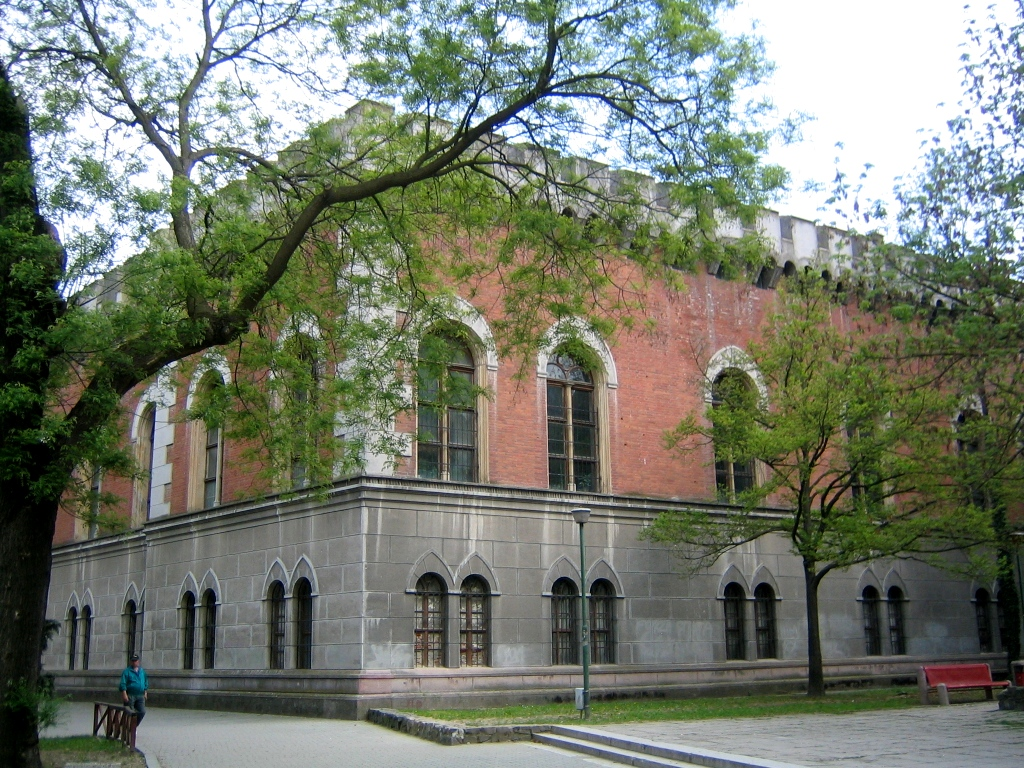
Schloss Hunyadi, 2007
Seit 1948 Sitz des Banater Museums

Das Banater Nationalmuseum (rumänisch Muzeul Național al Banatului) ist ein Mehrspartenmuseum an der Piața Huniade Nr. 1, im I. Bezirk Cetate, in Timișoara, Rumänien. Es wurde 1872 von der Banater Gesellschaft für Geschichte und Archäologie (rumänisch Societatea de Istorie și Arheologie) auf Initiative des Obergespans des damaligen Komitats Temes Zsigmond Ormós ins Leben gerufen. Das Museum hatte seinen ersten Standort im Haus Wellaner, an der Strada Lonovics (heute Strada Augustin Pacha) und zog 1888 in das extra dafür erbaute Museumspalais (rumänisch Palatul Muzeal), heute Sitz der Rumänischen Akademie, Außenstelle Timișoara ein. Seit 1948 hat das Banater Museum seinen Sitz im Schloss Hunyadi.

## Geschichte
Durch die Gründung der Banater Gesellschaft für Geschichte und Archäologie am 25. Juli 1872 auf Initiative des Obergespans Zsigmond Ormós wurde der Grundstein des Banater Museums gelegt. Die ersten Ausstellungsstücke waren in einem Raum des Bischofspalais der Csanáder Diözese untergebracht.
Im Jahr 1876 erhielt die Banater Gesellschaft für Geschichte und Archäologie zwei Ausstellungsräume im Haus Wellaner, an der Strada Lonovics, wo das Museum seinen Sitz bis zur Zwischenkriegszeit hatte. Als im Jahr 1887 aufwendige Renovierungsarbeiten am Haus Wellaner anfielen, wurden die Ausstellungsstücke vorübergehend im Alten Rathaus gelagert. 1889 fand die feierliche Eröffnung des Museumspalais statt. Auf der Millenniumsausstellung in Budapest im Jahr 1896 erhielt das Banater Museum einen dritten Preis und eine Ehrenurkunde. Persönlichkeiten, die sich vor dem Ersten Weltkrieg um das Banater Museum verdient machten, waren Szentkláray Jenő, Berkeszi István, Pontelly István, Patzner István, Deschán Achill, Kabdebó Gergely.
Nachdem das Banat infolge des Vertrags von Trianon am 4. Juni 1920 unter rumänische Verwaltung kam, fand eine Umstrukturierung des Museums unter Emanuil Ungureanu, Inspektor für Kultur des Kreises Timiș in der Zwischenkriegszeit, statt. Rumänischen Persönlichkeiten, denen Verdienste um das Banater Museum zuzuschreiben sind, waren Joachim Miloia, Dionisie Linția, Aurel Ciupe, Marius Moga, Constantin Diacoviciu. Während des Zweiten Weltkriegs fielen mehrere Artefakte der Roten Armee zum Opfer. 1948 wurde das Banater Museum ins Schloss Hunyadi verlegt.
2016 erhielt das Banater Museum den Titel Nationalmuseum.
Seit März 2011 wird das Gebäude aus dem 14. Jahrhundert renoviert. Probleme mit dem alten Fundament verzögern die Arbeiten, weshalb der ursprüngliche Fertigstellungstermin erst von 2015 auf 2017 verschoben wurde. Nach verschiedenen Gerichtsverfahren, Streitigkeiten und Problemen bei der Wasserinfiltration nannte Anfang 2019 der Kreisratsvorsitzende Călin Dobra nun 2021[veraltet] als anvisiertes Jahr der Eröffnung eines ersten Gebäudeflügels für Besucher.

## Abteilungen

### Abteilung für Geschichte und Archäologie
Die Abteilung für Geschichte und Archäologie verfügt über 19 Ausstellungsräume und weist 350.000 Artefakte auf. Sie umfasst Gegenstände von der Jungsteinzeit bis zur Gegenwart. Das Neolithikum ist durch Keramik und Gegenstände des alltäglichen Gebrauchs vertreten. Aus der Bronzezeit sind Keramik, Bronzegegenstände und Schmuck erhalten.
Die Dakerzeit wird durch Keramik und Waffen dargestellt. Der römischen Besatzung sind gleich zwei Räume gewidmet. Zur Abteilung für Archäologie gehören auch zwei Sammlungen griechischer Keramik und ägyptischer Kunst.
Die Münzsammlung mit antiken und mittelalterlichen Münzen ist sehr umfangreich, wobei die Goldstücke aus der Zeit der Kaiser Augustus, Nero und Titus sowie aus dem Byzanz besonders wertvoll sind.
Die Unterabteilungen Militärwesen, Archiv und Geschichte umfassen Kupferstiche, Karten, Urkunden und Kunstwerke. Skulpturen, Reliefs, ein römischer Sarkophag, eine Inschrift aus Sarmizegetusa und zwei Grabsteine ergänzen die Sammlung.

#### Neolithisches Heiligtum von Parța
Das wertvollste Ausstellungsstück der Abteilung stellt das Neolithische Heiligtum von Parța (rumänisch Sanctuarul Neolitic de la Parța), auch Heiligtum von Parța genannt, ein für ganz Europa einzigartiger, komplett restaurierter Altarraum, dar. Das Heiligtum von Parța ist rechteckig 11,5 Meter lang und 6 Meter breit und besteht aus zwei Teilen, der Altarkammer und der Opferstelle. Auf dem Altar befinden sich zwei Statuen, eine weibliche Gottheit und ein Stier als Symbol der Fruchtbarkeit. Der Tempel diente auch als Kalender. Genau zur Zeit der Tagundnachtgleiche fiel das Licht durch einen Spalt und beleuchtete den Altar.
Den Namen verdankt das Heiligtum seinem Fundort.

### Abteilung für Naturwissenschaften
Die Abteilung für Naturwissenschaften wurde von Dionisie Linția aus seiner reichhaltigen ornithologischen und zoologischen Sammlung gegründet. Diese Abteilung umfasst fast die komplette Vogelwelt des Banats: 3.000 ausgestopfte Vögel, 1.000 Nester, über 3.000 Eier, osteologisches und ingluviales Material sowie eine reichhaltige Spezialbibliothek mit tausenden von Bänden in verschiedenen Sprachen.
Die Abteilung für Naturwissenschaften verfügt über 50.000 Ausstellungsstücke, die in mehrere Sammlungen gegliedert sind: Mineralien, Paläontologie, Trockenblumen, Schmetterlinge, Käfer, exotische Schnecken und ausgestopfte Vögel.

### Kunstabteilung
Die Pinakothek umfasst Gemälde der italienischen, flämischen, deutschen, holländischen, österreichischen, ungarischen und rumänischen Schule sowie eine Sammlung dekorativer Kunst und eine Sammlung moderner rumänischer Malerei. Die Ikonensammlung ist heute im Keller der orthodoxen Kathedrale untergebracht.
Die Sammlung bäuerlicher Kunst und Industriekunst umfasst Keramik und Porzellan aus verschiedenen Manufakturen aus ganz Europa sowie chinesische und persische Kunstgegenstände.
Am 1. Januar 2006 wurde die Kunstabteilung in ein selbstständiges Museum mit eigener Verwaltung Muzeul de Artă Timișoara (deutsch: Kunstmuseum Timișoara) umgewandelt und befindet sich seitdem im Barockpalast am Domplatz.

### Dorfmuseum
1971 wurde im Jagdwald (rum. Pădurea Verde) das Banater Dorfmuseum (rum. Muzeul Satului) als Zweigstelle des Banater Museums eingerichtet. Auf einem Areal von 17 Hektar befinden sich 52 Häuser und Bauernhöfe sowie eine ethnografische Sammlung mit spezifischen Gebrauchsgegenständen des dörflichen Lebens: Möbel, Kleidung, Stoffe, Geräte und Handwerksarbeiten. Im Zentrum des Dorfmuseums sind die typischen Gebäude eines Banater Dorfes zu finden: Kirche, Schule, Kulturhaus und Wirtshaus.
Im Juli 2006 wurde die ethnografische Abteilung des Banater Museums dem Dorfmuseum angegliedert.

### Restaurierungs- und Konservierungslabor
Das örtliche Restaurierungs- und Konservierungslabor, das 1975 gegründet wurde, ist das einzige seiner Art in ganz Rumänien und ist für die Restaurierungs- und Konservierungsarbeiten aller Museen im ganzen Land zuständig.